# Wijken en buurten in Dalfsen
De Nederlandse gemeente Dalfsen is voor statistische doeleinden onderverdeeld in wijken en buurten. De gemeente is verdeeld in de volgende statistische wijken:
- Wijk 00 Dalfsen (kern) (CBS-wijkcode:014800)
- Wijk 01 Dalfsen - buitengebied (CBS-wijkcode:014801)
- Wijk 02 Oudleusen (CBS-wijkcode:014802)
- Wijk 03 Hoonhorst (CBS-wijkcode:014803)
- Wijk 04 Lenthe-2 (CBS-wijkcode:014804)
- Wijk 05 Kluinhaar (CBS-wijkcode:014805)
- Wijk 06 Lemelerveld (CBS-wijkcode:014806)
- Wijk 07 Leusenerveld (CBS-wijkcode:014807)

Een statistische wijk kan bestaan uit meerdere buurten. Onderstaande tabel geeft de buurtindeling met kentallen volgens het Centraal Bureau voor de Statistiek (2008):
| CBS-buurtcode | Buurtnaam                                          | Inwonertal | Opp. totaal (ha) | Opp. land (ha) | Ligging                |
| ------------- | -------------------------------------------------- | ---------- | ---------------- | -------------- | ---------------------- |
| BU01480000    | Dalfsen-Kom                                        | 450        | 20               | 18             | Locatie in de gemeente |
| BU01480001    | Dalfsen-Vechtvliet                                 | 370        | 38               | 35             | Locatie in de gemeente |
| BU01480002    | Dalfsen-Rondweg                                    | 280        | 60               | 57             | Locatie in de gemeente |
| BU01480003    | Dalfsen-Pleijendal                                 | 1320       | 27               | 27             | Locatie in de gemeente |
| BU01480004    | Dalfsen-Leemcule                                   | 470        | 22               | 22             | Locatie in de gemeente |
| BU01480005    | Dalfsen-Polhaar-Oost                               | 1300       | 27               | 27             | Locatie in de gemeente |
| BU01480006    | Dalfsen-Polhaar-West                               | 1080       | 24               | 24             | Locatie in de gemeente |
| BU01480007    | Dalfsen-Ankummer-Es I                              | 1120       | 23               | 23             | Locatie in de gemeente |
| BU01480008    | Dalfsen-Ankummer-Es II                             | 1320       | 27               | 27             | Locatie in de gemeente |
| BU01480100    | Ankum-Kern                                         | 100        | 8                | 8              | Locatie in de gemeente |
| BU01480104    | Verspreide huizen Ankum                            | 620        | 1008             | 995            | Locatie in de gemeente |
| BU01480105    | Verspreide huizen Dalfserveld                      | 350        | 1577             | 1577           | Locatie in de gemeente |
| BU01480106    | Verspreide huizen Gerner-Welsum                    | 910        | 630              | 620            | Locatie in de gemeente |
| BU01480107    | Verspreide huizen Rechteren-Hessum                 | 450        | 1447             | 1433           | Locatie in de gemeente |
| BU01480108    | Verspreide huizen Milligen                         | 240        | 1285             | 1274           | Locatie in de gemeente |
| BU01480109    | Verspreide huizen Emmen-De Marshoek                | 380        | 1095             | 1069           | Locatie in de gemeente |
| BU01480200    | Oudleusen kern                                     | 400        | 15               | 15             | Locatie in de gemeente |
| BU01480209    | Verspreide huizen Oudleusenerveld                  | 810        | 1347             | 1337           | Locatie in de gemeente |
| BU01480300    | Hoonhorst kern                                     | 620        | 44               | 44             | Locatie in de gemeente |
| BU01480309    | Verspreide huizen Lenthe                           | 480        | 992              | 990            | Locatie in de gemeente |
| BU01480409    | Verspreide huizen Lenthe-2                         | 80         | 199              | 196            | Locatie in de gemeente |
| BU01480509    | Verspreide huizen Kluinhaar                        | 0          | 112              | 110            | Locatie in de gemeente |
| BU01480600    | Lemelerveld kern                                   | 3140       | 200              | 195            | Locatie in de gemeente |
| BU01480606    | Miga, 't Zwarte, Koelen, Schanebroek 1             | 330        | 542              | 540            | Locatie in de gemeente |
| BU01480607    | Schanebroek 2 en Wolthaarshoek                     | 160        | 295              | 293            | Locatie in de gemeente |
| BU01480608    | Verspreide huizen Strenkhaar                       | 430        | 622              | 619            | Locatie in de gemeente |
| BU01480609    | Verspreide huizen Dalmsholte                       | 470        | 1186             | 1179           | Locatie in de gemeente |
| BU01480700    | Nieuwleusen-Zuid                                   | 2790       | 251              | 251            | Locatie in de gemeente |
| BU01480701    | Nieuwleusen-Noord                                  | 3060       | 181              | 171            | Locatie in de gemeente |
| BU01480705    | Verspreide huizen Nieuwleusen-Zuid (gedeeltelijk)  | 1150       | 516              | 514            | Locatie in de gemeente |
| BU01480706    | Verspreide huizen Nieuwleusen-Noord (gedeeltelijk) | 440        | 398              | 397            | Locatie in de gemeente |
| BU01480707    | Verspreide huizen Ruitenveen                       | 490        | 819              | 818            | Locatie in de gemeente |
| BU01480708    | Verspreide huizen De Meele                         | 620        | 634              | 628            | Locatie in de gemeente |
| BU01480709    | Veenekampen-De Ruiten                              | 490        | 982              | 981            | Locatie in de gemeente |